# Relações entre Burquina Fasso e Líbia
As relações entre Burquina Fasso e Líbia referem-se as relações atuais e históricas entre a Líbia e a República de Burquina Fasso. A Líbia mantém uma embaixada na capital burquinense de Uagadugu e Burquina Fasso uma na capital líbia de Trípoli.

## Histórico
Em outubro de 1982, apenas um mês antes de ser deposto, o governante militar burquinense, o coronel Saye Zerbo, fez uma visita de Estado a Trípoli.
As relações entre o ditador líbio Muammar Gaddafi e o governo de Thomas Sankara, um marxista e pan-africanista burquinense, foram inicialmente próximas depois que Sankara chegou ao poder em um golpe militar em 1983. Na época, Burquina Fasso era conhecida como República do Alto Volta. Antes do golpe, Sankara – como primeiro-ministro, sob o governo do Major Jean-Baptiste Ouédraogo – convidou Gaddafi para Uagadugu. Gaddafi, intrigado com Sankara, se encontraria apenas com o jovem oficial de mentalidade revolucionária e não com o presidente Ouédraogo, supostamente causando um atrito significativo entre Sankara e seu superior. Esta seria uma das razões pelas quais Ouédraogo aprisionaria Sankara pouco depois, o que desencadearia um golpe militar contra ele. Em 6 de agosto de 1983, apenas dois dias após o golpe, Gaddafi enviou um avião repleto de ajuda para o novo governo – Sankara, no entanto, solicitou aos líbios para que cessassem o envio. Em dezembro desse ano, Gaddafi fez outra visita a Uagadugu acompanhado por 450 guarda-costas.
As fortes relações com o recém-renomeado Burquina Fasso, no qual Sankara tentou transformar radicalmente através do que chamou de "Revolução Democrática e Popular" (em francês:  Révolution démocratique et populaire), se encaixava perfeitamente nos planos de Gaddafi de expandir a influência da Líbia na África Subsaariana. Economicamente, o valor do comércio internacional entre os dois países foi baixo contudo, e permanece assim até hoje. Em outubro de 1985, Sankara retribuiu as visitas de Gaddafi reunindo-se com ele em Trípoli depois de retornar de uma visita a Moscou.
Apesar dos vínculos estreitos iniciais, a relação entre Sankara e Gaddafi finalmente se deteriorou. Em 15 de outubro de 1987, o antigo amigo e colega de Sankara, Blaise Compaoré, lançou outro golpe militar, matando Sankara e se tornando presidente. De acordo com alguns relatórios, o golpe foi, pelo menos parcialmente, projetado pelo liberiano Charles Ghankay Taylor, na época um aliado próximo do regime Gaddafi. Compaoré havia anteriormente, durante a década de 1980, garantido a liberação de Ghankay Taylor, quando ele foi detido em uma prisão em Gana, e apresentado Ghankay Taylor a Gaddafi.
A Líbia fez um esforço para restabelecer uma estreita cooperação com várias visitas de Estado após o golpe. Em 1988, as relações eram ainda melhores do que durante o auge de Sankara.  Apesar do estatuto da Líbia como um Estado pária, Compaoré continuaria a ser um aliado próximo dos líbios, visitando Trípoli várias vezes, condenando os ataques aéreos dos Estados Unidos contra a Líbia, mantendo uma estreita cooperação militar e estabelecendo o Banque Arab-Libyenne du Burkina. Atuando como um intermediário para a Líbia, Burquina Fasso tornou-se fortemente envolvido na Primeira Guerra Civil da Libéria e na Guerra Civil da Serra Leoa, enviando armas e desdobrando tropas em favor da Frente Patriótica Nacional da Libéria de Charles Ghankay Taylor.
Um sinal de proximidade nas relações burquinense-líbias perto da virada do milênio foi a criação da Comunidade dos Estados do Sahel-Saara, na qual ambos os países foram membros fundadores. As relações tornaram-se muito mais complicadas no século XXI, quando a Guerra Civil Líbia de 2011 eclodiu. Em 24 de agosto de 2011, após a queda de Trípoli para os rebeldes, Burquina Fasso anunciou que havia parado de reconhecer a Grande Jamahiriya Árabe Popular Socialista Líbia e, em vez disso, reconheceu o rival Conselho Nacional de Transição. Apesar disso, o país inicialmente estendeu uma oferta de asilo a Gaddafi, embora fosse signatário do Tribunal Penal Internacional, que acusara o líder líbio de crimes contra a humanidade. A oferta foi posteriormente retirada em 7 de setembro. Muammar Gaddafi foi capturado e morto em 20 de outubro de 2011.
Três anos mais tarde, chegou a vez do presidente Blaise Compaoré ser deposto. A insurreição burquinense começou no final de outubro de 2014, forçando Compaoré a renunciar e fugir do país. Do mesmo modo foi forçado a deixar sua posição Yéro Boly, ministro da Defesa desde 2004 e embaixador burquinense na Líbia entre 1988 e 1995. 
Um sinal do intercâmbio cultural entre Burquina Fasso e Líbia durante a era Gaddafi foi o envolvimento dos futebolistas burquinenses nos esportes líbios - entre eles Harouna Bamogo, Pan Pierre Koulibaly e Paul Koulibaly.